# Срби на Малти
Срби на Малти су грађани Малте српског порекла или држављани Србије који живе и раде на Малти. Процењује се да на Малти живи између 5.000 и 10.000 грађана српског порекла, а последњих година на Малту пристиже велики број српских лекара, медицинског особља и техничара да попуне места у новој болници "Матер Деи", коју су иначе градили српских грађевинари, а пројектовали Швеђани. Срби су на Малту почели масовно да стижу крајем 1990-их са великим грађевинским предузећима Енергопројект, Рад и Енергоинвест, а касније са ратним избеглицама и дефицитарним кадровима у здравству. Нишлије, Митровчани и Ужичани су међу најбројнијим Србима на Малти.
На Малти је активна мисионарска парохија Светих апостола Петра и Павла и светог Николе. У почетку као део Епархије британско-скандинавске. Први парох је био отац Александар Жерајић, потом Протојереј-Ставрофор Ненад Андрић. Од 2014. године Парохија на Малти припада новоформираној Епархији Аустрије, Швајцарске, Италије и Малте и до краја 2018. године је опслужује свештенство из Беча, најчешће Протојереј-Ставрофор Петар Пантић. Од 2019. године на сталну службу на парохију на Малти постављен је свештеник Ристо Горанчић. Од средине 2021. године Парохија користи стару парохијску цркву у Бирзебуџи за редовна Литургијска богослужења недељом и празницима. Петком се вечерње службе одржавају у цркви у Мсиди, а једном месечно Литругија се служи и на острву Гозо. Црквени одбор има 10 чланова и активно помаже свештенику у редовном раду.
Године 2011. основана је Малтешко-српска заједница чији је председник др Предраг Андрејевић, познати хирург. Њени главни задаци су да помогне члановима да на Малти лакше решавају проблеме око правног статуса, социјалног и здравственог осигурања, као и лакшег успостављања контакта између српских и малтешких компанија. Такође има за циљ дружење и унапређење сарадње између Србије и Малте кроз организацију културно-уметничких, друштвених, економских, верских и других догађаја.
Године 2021. основан је Српски едукативно-културни центар „Света Јелена Анжујска” на Малти који у сарадњи са Парохијом СПЦ, а уз финансијску подршку Канцеларије за дијаспору Министарства спољњих послова Републике Србије, покреће Школу српског језика за децу у школској 2021-22 години. У школу је уписано око 200 ђака, који часове похађају једном седмично на 3 локације на Малти и једној на острву Гозо.
Малта организује летњу лигу у ватерполу, а за неке од клубова играли су и српски ватерполисти међу којима је и Владимир Вујасиновић.

## Познате личности
- Петар Желалић, поморски капетан
- Данијел Богдановић, фудбалски репрезентативац Малте